# Lijst van programma's op Radio Veronica (Talpa Radio)
Dit is een lijst met de programma's op het Nederlandse commerciële radiostation Radio Veronica.
- Alex & Martijn
- Countdown Cafe
- Alleen Echte Hits
- Carstens Café
- Club classic's
- Concert Classics
- De Nummer één show
- De Piepshow
- De Veronica Ochtendshow met Giel Beelen
- De Veronica Ochtendshow: Ook Goeiemorgen
- De Veronica Vrijdagavondshow
- De volle vrijdag van Van V.
- De Wisseltrofee
- Disco Grooves
- Disco Inferno
- DJ Jean @work
- Erwin@Night
- Erwins AvontUren
- Floorfillerz
- Goed bij Kas
- Goud van Oud
- Goud van Oud met Niels
- Het beste uit de Top 1000 Allertijden
- Het Ministerie van Aangeschoten Zaken
- Ik Vraag Dit Voor Een Vriend
- In The Mix
- JENSEN!
- Luc is Los
- Maat in de Middag
- MogguhRick
- Keihard Kicken
- Kicken's Volle Vrijdag Show
- Kicken's Weekend Kick-off
- Kicken Wordt Wakker!
- Marisa's Goud van Oud
- Muziek voor Volwassenen
- Ook Goeiemorgen
- Ook Goeiemorgen weekendeditie
- PK@Veronica
- Radio Veronica Drive-in show
- Rick in de Morgen
- RickVanV
- Rinkeldekinkel
- Ron om Tien
- Ruyer's Goud van Oud
- Somertijd
- Somertijd Zondag
- Soulshow
- Soundz Live
- Stoet in de Avond
- Stoet op Zondag
- Studio Marisa
- Top 40 Hitdossier
- Thank Rob it's Friday
- The Long Versions
- Tineke
- Typisch Toine
- Van Inkel in de Middag
- Veenstra uit de Veren
- Veenstravaganza
- Vera's Vintage Vibes
- Veronica Anthems
- Veronica Hotline
- Veronica Inside
- Veronica Inside - De Oranjezomer
- Veronica Inside Ochtendshow
- Veronica's Rockballads
- Veronica Rock Night
- Veronica's Vroege Ochtendshow
- Veronica's 80's Hotline
- Veronica 90's Sunday
- Verschuuren's Goud van Oud
- Volle Vrijdagshow
- Weekend Hotline
- WeekendRick
- Werktitel

NPO 3FM · Qmusic · Radio 538 · Radio Veronica · 100% NL